# Homaloptera sexmaculata
Homaloptera sexmaculata és una espècie de peix de la família dels balitòrids i de l'ordre dels cipriniformes que es troba a la conca del riu Chao Phraya a Tailàndia.